# Manufrance Rapid
En 1958, l'entreprise française Manufrance crée un fusil de chasse à pompe, le Rapid, qui sera produit en série jusqu'en 1980. Depuis 2019, il est commercialisé sur le marché français un nouveau  Manu Chasse Rapide produit en Turquie.

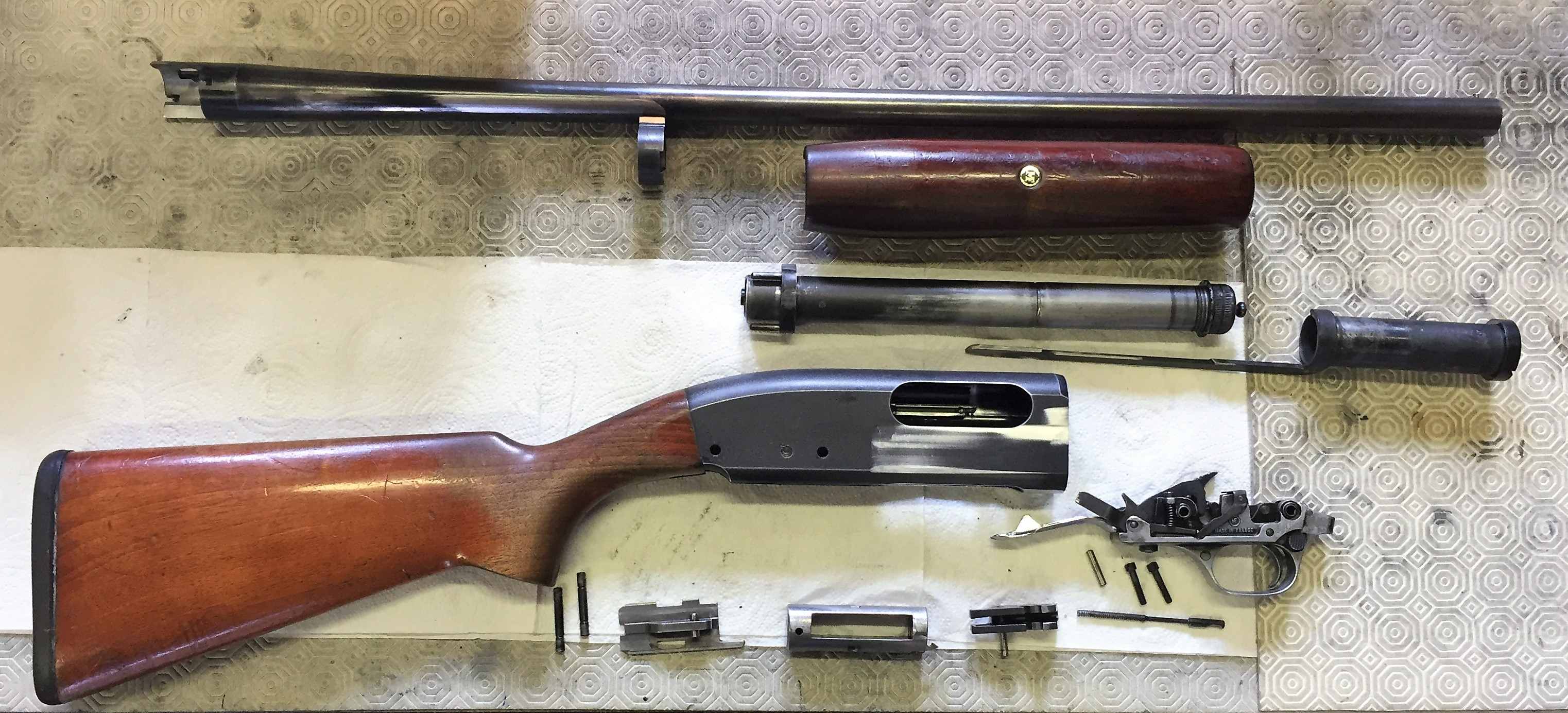
Manufrance Rapid désassemblé

## Diffusion aux USA
Comme le Perfex, le Manufrance Rapid a été exporté aux États-Unis sous les noms de Stoeger N°7, H&R 440,Marlin Premier, Kodiak #458, etc. Mais les chasseurs US le connaissent surtout sous la forme des Colt Pump Shotgun et Firearms InternationalLa Salle Pump Shotgun  (vendus en 1963 pour 97,95 US$ en version Standard ou 137,95 US$ pour le modèle Custom).

## Utilisation  par les gendarmes et les policiers français
Le GIGN a utilisé des Rapid à canon et crosses sciés pour forcer les portes des forcenés. La version adoptée par la Police nationale, dotée d'un canon de 51 cm et pouvant tirer 7 coups, mesurait 1,04 m pour 2,7 kg à vide.

## Le Rapid dans les faits divers
Le fusil à pompe de Manufrance fut sans doute employé dans plusieurs fusillades familiales en France. Le terroriste Man Haron Monis utilisa un LaSalle  lors de la prise d'otages de Sydney en décembre 2014.

## Source
Cette notice est issue de la lecture des revues Cibles (magazine) et Le Chasseur français mais surtout l'ouvrage de
- B. CAMINADE sur Le Manufrance du Collectionneur (1) : les Armes de chasse, paru aux Éditions du Pécari/Manufrance, 1995

et du blog suivant :
- Rapid et Perfex, au bon temps du "made in France"